# Губернатор Новой Франции
Губерна́тор Но́вой Фра́нции с 1534 по 1763 назначался французским королём для управления армией и как руководитель внешней политики во французских колониях в Северной Америке: Канаде, Акадии и Луизиане. Губернатор представлял самого короля, таким образом, он был важнейшей (и самой высокооплачиваемой) особой в колонии.
Армия под его командованием состояла из регулярных солдат, приехавших из Франции, и из ополчения, состоявшего из людей, набранных из народа во время столкновений с индейцами или соседними английскими колониями.
В соответствии с его дипломатической ролью он отвечал за отношения с английскими колониями и различными индейскими народами.
Свою власть в Новой Франции он разделял с интендантом.

## Список губернаторов Новой Франции

### Губернаторы с 1534 по 1541
| Имя        | Портрет | Начало       | Конец          | Монарх     |
| ---------- | ------- | ------------ | -------------- | ---------- |
| Жак Картье |         | 24 июля 1534 | 15 января 1541 | Франциск I |

### Генерал-лейтенанты с 1541 по 1543
| Имя                                       | Портрет | Начало         | Конец         | Монарх     |
| ----------------------------------------- | ------- | -------------- | ------------- | ---------- |
| Жан-Франсуа де ла Рок, господин Роберваль |         | 15 января 1541 | Сентябрь 1543 | Франциск I |

### Генерал-лейтенанты с 1578 по 1614
| Имя                                    | Начало         | Конец        | Монарх                   |
| -------------------------------------- | -------------- | ------------ | ------------------------ |
| Труалюс де Мегуэз, маркиз Ларош-Мегуэз | 12 января 1578 | Февраль 1606 | Генрих IV                |
| Жан де Бьенкур, барон Сен-Жюст         | Февраль 1606   | 1614         | Генрих IV и Людовик XIII |

### Французские губернаторы с 1624 по 1629
| Имя                | Портрет | Начало      | Конец        | Примечание             | Монарх       |
| ------------------ | ------- | ----------- | ------------ | ---------------------- | ------------ |
| Эмери де Кан       |         | Август 1624 | Июль 1626    | временный, первый срок | Людовик XIII |
| Самюэль де Шамплен |         | Июль 1626   | 22 июля 1629 | первый срок            | Людовик XIII |

### Английские губернаторы с 1629 по 1632
| Имя        | Начало       | Конец        | Примечание                                                                         | Монарх                                       |
| ---------- | ------------ | ------------ | ---------------------------------------------------------------------------------- | -------------------------------------------- |
| Льюис Керк | 22 июля 1629 | 4 марта 1632 | Назначен губернатором после взятия города Квебека его братом Дэвидом Керком в 1629 | Карл I (король Англии, Шотландии и Ирландии) |

### Французские губернаторы с 1632 по 1636
| Имя                                   | Портрет | Начало          | Конец           | Примечание             | Монарх       |
| ------------------------------------- | ------- | --------------- | --------------- | ---------------------- | ------------ |
| Эмери де Кан                          |         | 20 апреля 1632  | 1 марта 1633    | временный, второй срок | Людовик XIII |
| Самюэль де Шамплен                    |         | 1 марта 1633    | 25 декабря 1635 | второй срок            | Людовик XIII |
| Марк Антуан Жак Бра-де-Фер де Шатофор |         | 25 декабря 1635 | 11 июня 1636    | временный              | Людовик XIII |

### Французские генерал-губернаторы с 1636 по 1760
| Имя                                                    | Портрет | Начало           | Конец            | Примечание                              | Монарх                     |
| ------------------------------------------------------ | ------- | ---------------- | ---------------- | --------------------------------------- | -------------------------- |
| Шарль Жак Юо де Монманьи                               |         | 11 июня 1636     | 19 августа 1648  |                                         | Людовик XIII и Людовик XIV |
| Луи д'Айбуст де Кулонж                                 |         | 20 августа 1648  | 12 октября 1651  | первый срок                             | Людовик XIV                |
| Жан де Лозон                                           |         | 14 октября 1651  | 12 сентября 1657 |                                         | Людовик XIV                |
| Шарль де Лозон де Шарне                                |         | Сентябрь 1656    | 12 сентября 1657 | замена в отсутствие генерал-губернатора | Людовик XIV                |
| Луи д'Айбуст де Кулонж                                 |         | 13 сентября 1657 | 11 июля 1658     | временный, второй срок                  | Людовик XIV                |
| Пьер де Вуайе д’Аржансон, виконт Аржансон              |         | 11 июля 1658     | 31 августа 1661  |                                         | Людовик XIV                |
| Пьер дю Буа д'Авогур, барон Авогур                     |         | 31 августа 1661  | 23 июля 1663     |                                         | Людовик XIV                |
| Франсуа де Монморанси-Лаваль, квебекский епископ       |         | 23 июля 1663     | 15 августа 1663  | временный, первый срок                  | Людовик XIV                |
| Шарль Огюстен де Сафре, господин Мези                  |         | 15 августа 1663  | 5 мая 1665       |                                         | Людовик XIV                |
| Александр де Прувиль, маркиз Траси, генерал-лейтенант  |         | 6 мая 1665       | 12 сентября 1665 | временный                               | Людовик XIV                |
| Даниель де Реми де Курсель                             |         | 12 сентября 1665 | 12 сентября 1672 |                                         | Людовик XIV                |
| Луи де Бюад, граф Фронтенак                            |         | 12 сентября 1672 | 9 мая 1682       | первый срок                             | Людовик XIV                |
| Франсуа де Монморанси-Лаваль, квебекский епископ       |         | 9 мая 1682       | 9 октября 1682   | временный, второй срок                  | Людовик XIV                |
| Жозеф-Антуан Лефевр де Лабар                           |         | 9 октября 1682   | 10 марта 1685    |                                         | Людовик XIV                |
| Жак де Мёль, интендант                                 |         | 10 марта 1685    | 1 августа 1685   | временный                               | Людовик XIV                |
| Жак-Рене де Бризе, маркиз Денонвиль                    |         | 1 августа 1685   | 12 августа 1689  |                                         | Людовик XIV                |
| Луи де Бюад, граф Фронтенак                            |         | 12 августа 1689  | 28 ноября 1698   | второй срок                             | Людовик XIV                |
| Луи-Эктор де Кальер Бонвю, губернатор Монреаля         |         | 29 ноября 1698   | 26 мая 1703      | временный до 14 сентября 1699           | Людовик XIV                |
| Филип де Риго, маркиз Водрёй                           |         | 27 мая 1703      | 1714             | временный до 16 сентября 1705           | Людовик XIV                |
| Клод де Рамзе, губернатор Монреаля                     |         | 1714             | 1716             | замена в отсутствие генерал-губернатора | Людовик XIV                |
| Филип де Риго, маркиз Водрёй                           |         | 1716             | 10 октября 1725  |                                         | Людовик XIV и Людовик XV   |
| Шарль II Лемуан, барон Лонгёй                          |         | 10 октября 1725  | 11 января 1726   | Генерал-администратор Новой Франции     | Людовик XV                 |
| Шарль де ла Буаш, маркиз Боарнуа                       |         | 11 января 1726   | 19 сентября 1747 |                                         | Людовик XV                 |
| Роллан-Мишель Баррен, граф Лагалиссоньер               |         | 19 сентября 1747 | 15 августа 1749  | временный                               | Людовик XV                 |
| Жак-Пьер де Таффанель де ла Жонкьер, маркиз Ла-Жонкьер |         | 15 августа 1749  | 17 марта 1752    |                                         | Людовик XV                 |
| Шарль III Лемуан, барон де Лонгёй                      |         | 17 марта 1752    | Июль 1752        | временный генерал-администратор         | Людовик XV                 |
| Мишель-Анж Дюкен де Менвиль, маркиз Дюкен              |         | Июль 1752        | 10 июля 1755     |                                         | Людовик XV                 |
| Пьер де Риго, маркиз Водрёй-Каваньяль                  |         | 10 июля 1755     | 8 сентября 1760  |                                         | Людовик XV                 |

### Британский генерал-губернатор с 1760 по 1763
| Имя             | Портрет | Начало          | Конец           | Примечание                                                         | Монарх                                                                |
| --------------- | ------- | --------------- | --------------- | ------------------------------------------------------------------ | --------------------------------------------------------------------- |
| Джеффри Амхерст |         | 8 сентября 1760 | 10 февраля 1763 | Главнокомандующий британской армией в оккупированной Новой Франции | Георг III (король Соединённого королевства Великобритании и Ирландии) |